# Daniel Buess

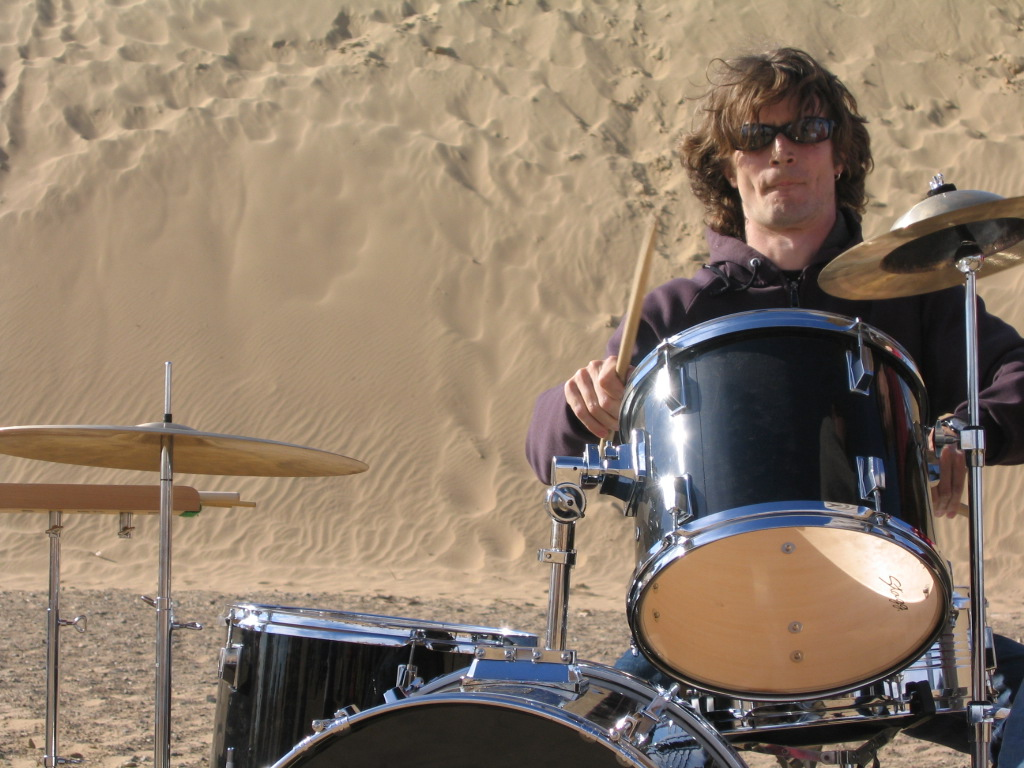
Daniel Buess

Daniel Buess (* 28. Januar 1976 in Basel; † 10. März 2016 ebenda) war ein Schweizer Schlagzeuger, Perkussionist und experimenteller Musiker.

## Biografie
Buess studierte Schlagzeug an der Hochschule für Musik Basel bei Siegfried Schmid und bei Isao Nakamura an der Hochschule für Musik Karlsruhe. Seine Studien umfassten die traditionelle südindische Perkussion, speziell die Mridangam von 1995 bis 1998 sowie die arabische Perkussion, mit der er sich bei seinem dreimonatigen Aufenthalt in Kairo, Ägypten von November 2007 bis Januar 2008 beschäftigte. Er unterrichtete mehrere Jahre Schlagzeug und Perkussion an der Musikakademie Basel. 1998 erhielt er den Kulturpreis Riehen.
Buess war in verschiedenen Gruppen und Ensembles aktiv. So spielte er beim Ensemble Phoenix Basel eine tragende Rolle: Er war ein Kern- und Gründungsmitglied sowie Solo-Schlagzeuger dieses über die Grenzen der Schweiz hinaus bekannten Klangkörpers. Zusätzlich spielte er in anderen Formationen mit verschiedenen Musikern, darunter Cortex (mit dem Komponisten, Saxofonisten und Elektroniker Alex Buess), 16-17, Buggatronic (mit James Hullick), How 2 (mit dem Perkussionisten Daniel Stalder), B & B (mit dem Flötisten Christoph Bösch), Mir (mit Marco Papiro und Michael Zaugg) und Noise Zone (mit Artur und Sebastian Smolyn).
Er arbeitete zusammen mit Zbigniew Karkowski, John Duncan, Alex Buess, Hany Bedair, Jürg Henneberger, Michael Wertmüller, Phill Niblock, Knut Remond, Z’EV, Julio Estrada, Antoine Chessex, Volker Heyn, Thomas Lauck, Tim Hodgkinson, Marco Papiro, Iancu Dumitrescu, Ana-Maria Avram, Jérôme Noetinger.
Sein Schlagzeugspiel und seine Musik waren von grosser Intensität und Energie, zuweilen archaisch jedoch immer auch sehr differenziert und vielgestaltig. Buess machte extensiven Gebrauch von selbstgebauten Instrumenten: elektronische Rasseln, perkussive Saiteninstrumente und durch elektronische Zusatzgeräte veränderte Fellinstrumente.
Auf seinen Konzerttourneen durch Europa, Asien und Australien spielte er an Festivals wie dem Huddersfield Contemporary Music Festival (2015), dem Lucerne Festival, und dem Warschauer Herbst. Er trat aber auch an verschiedenen Untergrund-Festivals und unabhängigen Konzertorten auf.
2010 organisierte er das Echo Festival in Belgrad, das nachträglich mit einem Buch und einer CD dokumentiert wurde.
Im November 2011 kuratierte und organisierte er das Festival Terrains: Jolt Swiss Australian Festival. Auch dieses Event wurde auf Vinyl und CD dokumentiert. Am 10. März 2016 starb Daniel Buess im Alter von 40 Jahren in seiner Geburtsstadt Basel.

## Diskografie (Auswahl)
- How2 Turing Machine (1998),[14] percussion duo Daniel Buess & Daniel Stalder (1998). Kompositionen Rico Gubler, Alex Buess, Maarten Altena, Iannis Xenakis Label: United Phoenix Records
- Ensemble Phoenix Basel: Portrait-CD Detlev Müller-Siemens (1999).[15] Label: Wergo
- 16-17 (1999) Mechanophobia[16] (The Soundsystem Mixes), Vinyl-EP, Label: Praxis UK
- Ensemble Phoenix Basel (2004) Repulsion[17] Kompositionen von Tim Hodgkinson, Dror Feiler und Alex Buess. Label: United Phoenix Records
- Ensemble Phoenix Basel Live-Recordings (2008).[18] Werke von Jim Grimm, Beat Furrer, Jorge Sanchez-Jong, Alex Buess. Label: Musiques Suisses / Grammont Portrait
- Zbigniew Karkowski Physiques Sonores (Book& CD)[19] Label: Editions Rip on/off
- Mir – Mir (2009) live at Reitschule, Bern.[20] Labels: A Tree in a Field Records, Wallace Records (Italien) & Savage Land Records (Frankreich) CD bzw. 12"-LP.
- Echo Echo Festival Belgrade 2010 (Book & CD)[21] mit Manja Ristic, Knut Remond, Antoine Chessex und Ivan Kadelburg. Label: UMNA-Art&Science
- Cortex: Vacuum Theory (2011)[22] Label: Praxis (Praxis 48) Vinyl 12" EP
- Mir: Shock Your Moneymaker (2013, CD/LP)[23] Label: A Tree in a Field Records
- Zbigniew Karkowski Unreleased Material,[24] CD Compilation, Zbigniew Karkowski & Daniel Buess – live from LUFF does Tokyo.Label Fibrr Records
- Ensemble Phoenix Basel unter Jürg Henneberger, Marianne Schuppe (Stimme): Rito works by Giacinto Scelsi (2014)[25] Label: telos music
- Antoine Chessex Selected Chamber Music Works 2009-2013,[26] Ensemble Phoenix Basel Plays Metakatharsis. Label: Tochnit Aleph
- "Live at the Jolt-Festival Basel(2011)",[27] Compilation (Vinyl+CD), 3 Tracks with Cortex, 1 Track with Cortex and the Ensemble Phoenix Basel.CD and Vinyl 12" Label: A Tree in a Field Records
- Pitch (feat. Cal Lyall & Kikuchi Yukinori)[28] Pharmafabrik Recordings (2014)
- My Daily Noise,[29] Duo with Kasper Toeplitz, Label: ZORA Records
- Skin Craft – Rind & Nol Works by Alex Buess & Daniel Buess arranged by Cortex.[30] Label: Praxis Records (2016)
- Mir: WM (2021, LP limitiert)[31] Label: A Tree in a Field Records